# Agradecimientos (gesto de cortesía)

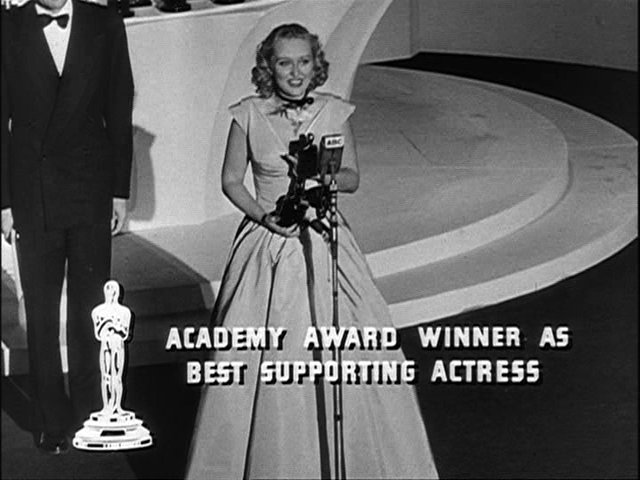
Celeste Holm en la 20.ª vigésima edición de los Premios Óscar (1948) dando unas palabras de agradecimiento: thank you everybody for make this happen «gracias a todos los que han hecho esto posible»

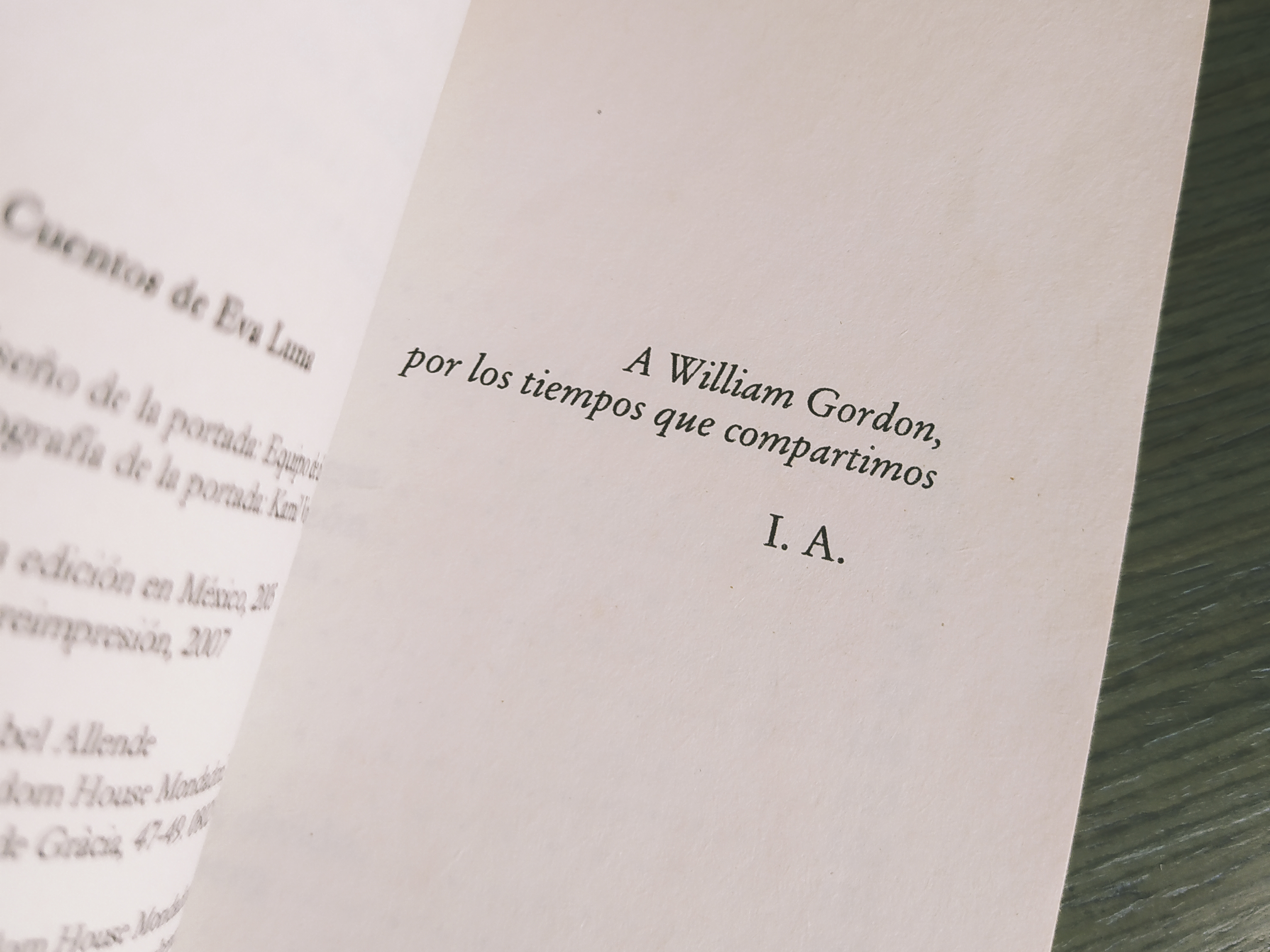
Página de agradecimientos al inicio de la novela Cuentos de Eva Luna, de Isabel Allende

Los agradecimientos (rara vez en sing.) es una expresión de gratitud y acto de cortesía emitido por el autor de una obra, o uno de los autores, o uno de los figurantes, por la ayuda recibida de otras personas. El formato varía según el contexto, por ejemplo en una obra literaria se encuentra en una página al inicio (a veces al final) del libro, de la misma manera en una publicación científica. En las obras de arte los agradecimientos se pueden incluir (en las artes dinámicas: música, cine, teatro, literatura...) al inicio o al final de la obra o (en las artes estáticas: pintura, escultura, arquitectura, fotografía...) discretamente en algún margen de la obra o en el reverso de la imagen. Los agradecimientos también se dan en el recibimiento público de premios, como en una entrega de premios de cine cuando se le suele dar una oportunidad al autor (director), actor u otro figurante de la película para dar unas palabras de agradecimiento.
Desde el punto de vista de quien recibe los agradecimientos, obtener créditos indica que la persona u organización no tuvo control directo en la producción del trabajo en cuestión, pero contribuyó con fondos, esfuerzo, opinión o motivación. Existen varios esquemas para clasificar los reconocimientos; En un análisis de 1992 se dan las siguientes seis categorías:
1. Apoyo moral
2. Apoyo financiero
3. Apoyo editorial
4. Apoyo para la presentación
5. Apoyo técnico
6. Apoyo conceptual (Peer interactive communication, PIC)

Además de la referencia bibliográfica (citar a otros), que generalmente no se considera un reconocimiento, el reconocimiento del apoyo conceptual se considera ampliamente como el más importante para identificar la deuda intelectual. Algunos reconocimientos de apoyo financiero, por otro lado, pueden ser simplemente formalidades legales impuestas por la institución otorgante. Ocasionalmente, también se pueden encontrar fragmentos de humor científico en los agradecimientos.
Ha habido algunos intentos de extraer índices bibliométricos de la sección de agradecimientos (también llamada «paratexto de agradecimientos») de trabajos de investigación para evaluar el impacto de los individuos, patrocinadores y agencias de financiación reconocidos.